# Родионово
Родио́ново (рос. Родионово) — присілок у складі Слободського району Кіровської області, Росія. Входить до складу Стуловського сільського поселення.
Населення становить 42 особи (2010, 33 у 2002).
Національний склад станом на 2002 рік — росіяни 100 %.